# Úriemberek (film)
Az Úriemberek (eredeti cím: The Gentlemen) 2019-ben bemutatott brit-amerikai akcióvígjáték, melyet Guy Ritchie írt, rendezett és készített, Ivan Atkinson, Marn Davies és Ritchie történetéből. A főszereplők Matthew McConaughey, Charlie Hunnam, Henry Golding, Michelle Dockery, Jeremy Strong, Eddie Marsan, Colin Farrell és Hugh Grant.
Világpremierje 2019. december 3-án volt a Curzon Mayfair moziban, majd a globális mozikiadásra az Egyesült Királyságban 2020. január 1-én, az Amerikai Egyesült Államokban január 24-én, Magyarországon január 30-án került sor.
A film általánosságban pozitív értékeléseket kapott a kritikusoktól, sokan elismerő visszajelzéseket küldtek Ritchie számára. Világszerte több mint 115 millió dolláros bevételt gyűjtött, amely a 22 milliós büdzséjével szemben jó eredménynek számít, emellett a hatodik legjobban teljesítő film lett 2020-ban. A Metacritic oldalán a film értékelése 51% a 100-ból, ami 44 véleményen alapul. A Rotten Tomatoeson az Úriemberek 75%-os minősítést kapott, 257 értékelés alapján.
A Netflix 2024-ben egy spin-off tévésorozatot adott ki Theo James főszereplésével.

## Cselekmény
Big Dave-et, a Daily Print bulvárlap szerkesztőjét Mickey Pearson kannabiszbáró egy partin lekezeli, ezért Fletcher magánnyomozót bízza meg, hogy vizsgálja ki Pearson és Lord Pressfield kapcsolatait. Pressfieldnek, a hercegnek van egy heroinfüggő lánya, Laura. Fletcher felajánlja Pearson jobbkezének, Raymondnak, hogy 20 millió fontért eladja a (Bush című forgatókönyvként megírt) eredményeit. Innen kezdve a történetet többnyire Fletcher elbeszéléséből ismerjük meg.
Az Egyesült Államokban szegénységben született Pearson ösztöndíjat nyert Oxfordba, ahol marihuánát kezdett el árulni, mielőtt otthagyta volna, és felépítette bűnügyi birodalmát. Most azt tervezi, hogy 400 millió fontért eladja üzletét Matthew Berger amerikai milliárdosnak, és békésen visszavonul feleségével, Rosalinddal. Pearson megmutatja Bergernek az egyik laboratóriumát, ahol kannabiszt termeszt egy arisztokrata földbirtokos birtoka alatt, akinek pénzre van szüksége kastélyának fenntartásához. Ehhez hasonló farmból több is az irányítása alatt áll. Pearsont később megkeresi Szárazszem, a kínai gengszter Lord George alvezére. Szárazszem felajánlja, hogy felvásárolja Pearson üzletét, de ő visszautasítja. Pearson laboratóriumát amatőr MMA boxolók és feltörekvő YouTuberek, a "The Toddlers" rabolják ki, akik legyőzik az őröket, marihuánát lopnak, és rapvideót töltenek fel a netre a kalandjukról. A boxolók elborzadt edzője, az "Edző" utasítja őket, hogy töröljék a videót, mert nagy bajba fognak kerülni miatta.
A razziát követően Pearson elővigyázatosságból elkezdi kivinni a kannabisznövényeit a birtokokról. Pressfield kérésére beleegyezik abba is, hogy hazavigye Laurát. Raymond egy lakótelepről hozza vissza a lányt, ahol más függőkkel él együtt. A lakótársaival való verekedés során Raymond egyik embere véletlenül megöli Aslant, egy fiatal oroszt. Laura visszakerül a szüleihez, majd túladagolásban meghal.
Az edző felkeresi Raymondot, bocsánatot kér a diákjai tetteiért, és vezeklésként felajánlja szolgálatait. Az edző elfogja Fhaszt, Szárazszem egyik csatlósát, aki tájékoztatta a boxklubb tagjait a labor helyéről. Szökési kísérlete közben Fhaszt halálra gázolja egy vonat. Pearson megfenyegeti Lord George-ot, amiért a laborja után megy, és bosszúból elpusztítja az egyik heroinlaborját. George megdorgálja Szárazszemet, amiért engedetlenségből megtámadta Pearsont, és felajánlja, hogy kivásárolja őt; George-ot ezután az egyik saját embere kivégzi.
Szárazszem valójában Bergerrel szövetkezik, aki azt akarta, hogy Pearson üzletét megzavarják, hogy emiatt csökkentse az eladási árat. Szárazszem átvette Lord George helyét, és továbbra is azt reméli, hogy Pearson birodalmát magáénak tudhatja. Szárazszem megpróbálja elrabolni Rosalindát, aki megöli az embereit, mielőtt kifogyna a tölténye. Raymond megöli a Pearson megölésére küldött bérgyilkost; mindketten Rosalindához rohannak, és Pearson megöli Szárazszemet, amikor az éppen meg akarja erőszakolni a feleségét.
Fletcher itt befejezi a történet mesélését, és Raymond megparancsolja neki, hogy hagyja el a házát.
Fletcher csupán megerősítette Pearson gyanúját a Szárazszem és Berger közötti kapcsolatról. Raymond utasítja a boxklubb tagjait, hogy fogják el Big Dave-et. Elkábítják, és filmre veszik, amint egy disznóval szexel, és azzal fenyegetik, hogy közzéteszik a neten, hacsak nem hagyja abba a nyomozást, és nem tesz közzé semmit. Pearson és Berger újra találkozik egy fagyasztott halüzemben, amely valójában Pearson európai forgalmazási tevékenységének álcája. Berger a közelmúltbeli zavarok miatt 130 millió fontra csökkenti az ajánlatát, de Pearson felfedi, hogy tud Berger tervéről, megmutatja neki Szárazszem fagyasztott holttestét, és közli vele, hogy megtartja az üzletét. Pearson egy hűtőszekrénybe kényszeríti Bergert, ahol halálra fog fagyni, hacsak nem utal 270 millió font kártérítést az immár a kezéhez tapadó vérért és a rend helyreállításának költségeiért. Pearson bevallja, hogy "nem a pénz miatt érzelmeskedik", de mivel Rosalindot bántalmazták, "egy font húst" követel Berger saját testéből, bárhol, ahol Berger választja, kártérítésként ezért a tapintatlanságért.
Fletcher ismét megkeresi Raymondot a fizetségért, de Raymond elárulja, hogy végig Fletcher nyomában volt. A boxolók megtalálták a rejtekhelyét, miután Raymond a legutóbbi találkozásukkor nyomkövetőt helyezett rá. Fletcher elárulja, hogy információkat adott el Aslan apjának, egy orosz oligarchának és egykori KGB-ügynöknek is. A merénylő, akit Raymond korábban megölt, az egyik orosz volt. Az edző megöl két orosz bérgyilkost, akiket Raymond megölésére küldtek, Fletcher pedig a káoszban elmenekül. Pearsont elrabolja két másik orosz, de rajtaütnek rajtuk a boxolók, akik "meg akarják oldani Coach problémáját". Szétlövik az autót, megölik az oroszokat, és Pearson elmenekülhet. Később Fletcher úgy dönt, hogy a történetet filmként felajánlja a Miramaxnak. A találkozó után beszáll egy taxiba, csakhogy rájön, hogy Raymond a sofőr. Miután megtudják, hogy Fletcher elfogták, Pearson és Rosalind visszatérnek a kannabiszbirodalmukba, és együtt ünnepelnek.

## Szereplők
| Szerep                   | Színész             | Magyar hang    |
| ------------------------ | ------------------- | -------------- |
| Michael 'Mickey' Pearson | Matthew McConaughey | Nagy Ervin     |
| Raymond Smith            | Charlie Hunnam      | Varga Gábor    |
| „Száraz szem”            | Henry Golding       | Zámbori Soma   |
| Rosalind Pearson         | Michelle Dockery    | Györgyi Anna   |
| Matthew Berger           | Jeremy Strong       | Takátsy Péter  |
| Nagy Dave                | Eddie Marsan        | Scherer Péter  |
| edző                     | Colin Farrell       | Czvetkó Sándor |
| Fletcher                 | Hugh Grant          | Stohl András   |
| Lord Pressfield          | Samuel West         | Mihályi Győző  |
| Russ                     | Russell Balogh      | Varga Rókus    |
| Brown                    | Max Bennett         | Posta Victor   |